# Dornier Do J
Il Dornier Do J fu un idrovolante bimotore a scafo centrale sviluppato dall'azienda tedesca Dornier-Werke GmbH negli anni venti e prodotto da diverse aziende straniere.

## Storia del progetto
Il Dornier Do J (in seguito indicato come Do 15 e Do 16 in base alle convenzioni RLM, Ministero dell'Aria del Reich) fu meglio conosciuto come Wal ("balena").
Il Do J era un idrovolante monoplano ad ala alta moderno (se comparato ai modelli della prima guerra mondiale). Due motori a pistoni montati in tandem in gondole in linea con lo scafo; un motore a configurazione traente e l'altro spingente. Due dei quattro membri dell'equipaggio risiedevano in una cabina vicino al muso sulla carena. Una cabina per passeggeri era disponibile all'interno dello scafo.
Il Do J fece il suo primo volo il 6 novembre 1924. Il volo, così come molta della produzione fino al 1932, ebbe luogo in Italia dove la Dornier incaricò la Costruzioni Meccaniche Aeronautiche, perché dopo la prima guerra mondiale i termini del Trattato di Versailles limitavano rigidamente in Germania l'attività delle costruzioni aeronautiche.
Il Do J era mosso da due motori Rolls-Royce Eagle IX da 265 kW (355 hp), aveva una velocità massima di 180 km/h ed una velocità di crociera di 140 km/h. La massa a vuoto era di 3 630 kg, ed il carico massimo di 4 100 kg. Un raggio di 3 600 km, ed una quota di tangenza di 3 500 m.
In Italia oltre 300 Wal vennero costruiti dalla CMASA con la denominazione di CMASA M.F.5 e poi dalla Piaggio.
Vennero inoltre costruiti su licenza dalla CASA in Spagna, Kawasaki in Giappone, Aviolanda nei Paesi Bassi, e dalla Dornier in Germania.

## Impiego operativo
Il Wal venne impiegato sia in ambito civile, come idrovolante di linea per il trasporto di passeggeri e merci nelle compagnie aeree dell'epoca, che in quello militare, essenzialmente nel ruolo di idroricognitore.

### Le grandi imprese
L'esploratore norvegese Roald Amundsen accompagnato da Lincoln Ellsworth, dal pilota Hjalmar Riiser-Larsen e da altri tre membri del team usò due Dornier nel suo tentativo fallito di raggiungere il Polo Nord nel 1925. Questi due aerei, N-24 e N-25, atterrarono al punto nord 87° 44'. Fu il punto più settentrionale raggiunto da un aereo fino a quel momento.
Gli aerei atterrarono a poche miglia di distanza l'uno dall'altro senza contatto radio, ma gli equipaggi riuscirono a riunirsi. Uno dei velivoli, l'N-24, era danneggiato. Amundsen e il suo equipaggio lavorarono per oltre tre settimane per preparare una pista di decollo dal ghiaccio. Hanno spalato 600 tonnellate di ghiaccio consumando solo una libbra (454 g) di razioni alimentari giornaliere. Alla fine, sei membri dell'equipaggio furono imbarcati sull'N-25. Riiser-Larsen decollò e riuscirono a decollare a stento sopra il ghiaccio che si crepava. Tornarono trionfalmente dopo essere stati largamente presi per morti.
Il 18 agosto 1930, Wolfgang von Gronau iniziò un volo transatlantico sullo stesso Dornier Wal (D-1422) che Amundsen aveva pilotato, stabilendo la rotta aerea settentrionale sull'Atlantico, volando da Sylt (Germania)-Islanda-Groenlandia-Labrador-New York per 4.670 miglia (7.520 km) in 47 ore di volo. Nel 1932 von Gronau volò su un Dornier Wal (D-2053) chiamato "Grönland Wal" (Balena della Groenlandia) in un volo intorno al mondo.
Il maggiore Ramón Franco nel gennaio 1926 realizzò la traversata del Plus Ultra tra Spagna e Sud America.
L'aviatore militare portoghese Sarmento de Beires ed il suo equipaggio fecero la prima traversata notturna del Sud Atlantico, in un Dornier J chiamato Argos. La traversata venne effettuata di notte il 17 marzo 1927 dalla Guinea portoghese al Brasile.
Due Dornier Wal (chiamati Passat e Boreas) ebbero un importante ruolo nella Terza spedizione antartica tedesca nel 1939.

### Impiego militare
La Fuerza Aérea Colombiana usò i Dornier Wal nella guerra contro il Perù nel 1932-1933.
L'Unione Sovietica acquistò due Do J a scopo di valutazione che su richiesta delle autorità militari vennero equipaggiati con i motori francesi Lorraine-Dietrich 12Eb. I due esemplari, nr 56 e 57, che raggiunsero Sebastopoli nell'autunno 1926, furono oggetto, fino all'aprile 1927, di un intenso programma di test in condizioni operative e dell'esame da parte del personale tecnico che intendeva ricavarne informazioni per lo sviluppo di idrovolanti di produzione nazionale. Al termine dei test il modello fu giudicato idoneo per il servizio ed i sovietici emisero un ordine per altri 20 esemplari più parti di ricambio per altre 10 unità con la richiesta di cambiare motorizzazione con i BMW VI giudicati più efficienti. I Do J vennero destinati alla Voenno Morskoj Flot SSSR, la marina militare sovietica, che li impiegò nella propria componente aerea, la Aviacija Voenno-Morskogo Flota.

## Utilizzatori

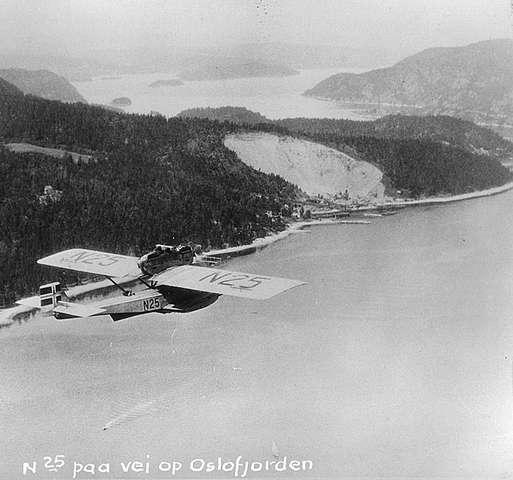
Il Do J di Amundsen in volo sopra Oslofjord.

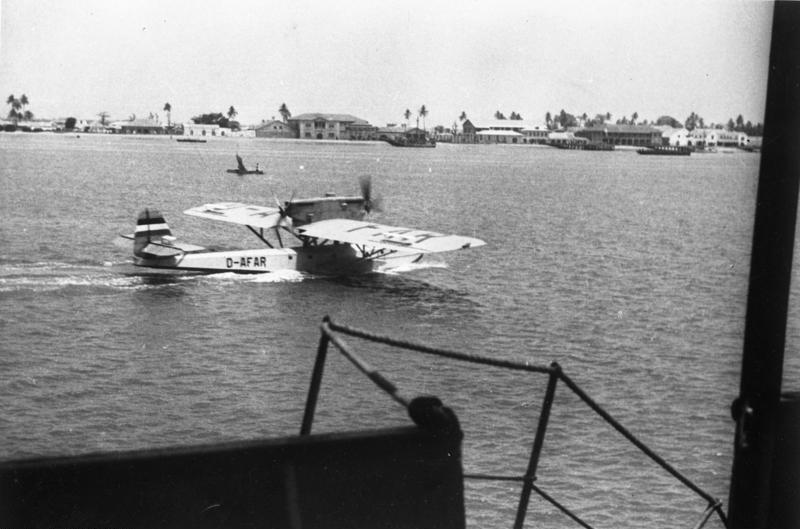
Il Dornier Do J II f Bos D-AFAR "Samum" della Lufthansa a Bathurst, Africa occidentale (1938).

(lista parziale)

### Civili
Brasile
- Varig

 Cile
 Colombia
- SCADTA

 Germania
- Deutsche Luft Hansa

 Italia
- Aero Espresso Italiana (AEI)[3]
- Ala Littoria
- Società Anonima Navigazione Aerea (SANA)

 Unione Sovietica
- Aviaarktika

### Militari
Colombia
- Fuerza Aérea Colombiana

 Jugoslavia
- componente aerea della Jugoslovenska kraljevska ratna mornarica

operò con 12 esemplari.
 Paesi Bassi
- Marine Luchtvaartdienst

 Spagna
- Armada Española

 Unione Sovietica
- Aviacija Voenno-Morskogo Flota